# Viennoiserie

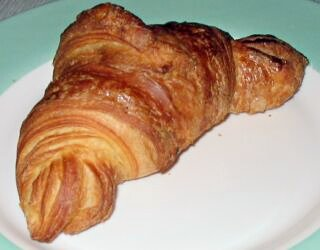
Croissant

Viennoiserie je ve francouzské kuchyni označení sladkého, tučného pečiva, typicky z plundrového těsta a podávaného k snídani. K nejznámějším zástupcům patří croissant, brioška a pain au chocolat. Od chleba se odlišuje užitím cukru a tuku, případně i vajec, při přípravě ale některé Viennoiserie mají slovo „chléb“ (pain) v názvu, příkladem je pain viennois nebo pain aux raisins. Nejasné je také odlišení od další kategorie sladkého pečiva – pâtisserie, která zahrnuje nejrůznější zákusky, koláče, dorty a podobně. V Dánsku se podobné pečivo označuje jako Wienerbrød, „vídeňský chléb“.
Počátky viennoiserie jsou spojeny s rakouským podnikatelem Augustem Zangem, který v roce 1838 v Paříži na Rue de Richelieu otevřel pekárnu. V té začal péct pečivo z těsta kynutého pomocí droždí skrze zvláštní metodu pocházející z Polska, a která už se ve Vídni používala na pečivo jako je Kaisersemmel, „kaiserka“, a která tak začala být ve Francii označována jako poolish. Zang také používal trouby rakouského typu, které produkovaly velké množství páry a pečivo tak získalo křupavější kůrku, a mouku z tvrdozrnné pšenice, do té doby ve Francii nepříliš používanou. Výsledné pečivo tak bylo lehčí a světlejší než starší sladké pečivo, kynuté pomocí kvásku, a proměnilo francouzské pekařství.